# 章秀成
章秀成（1966年3月—2005年1月29日），浙江省玉环县（今玉环市）人，是中华人民共和国浙江省玉环县公安局的民警，1994年9月加入中国共产党。1988年7月从浙江省人民警察学校毕业后，在玉环县公安局工作。2005年1月19日下午，章秀成在追捕杀人凶犯途中因公牺牲，时年38岁。2018年，其妻子王芳平撰写的祭文在网上流传，获得极大反响。

## 生平

### 生前工作
1966年3月，章秀成出生于浙江省玉环县城关镇沙鳝（今玉环市玉城街道沙鳝村）。1988年7月，他从浙江省人民警察学校毕业后，被分配到玉环县公安局工作。他先在一个偏僻的派出所——陈屿派出所担任民警，后调到玉环县公安局刑侦大队担任技术员，历任助理工程师、工程师，并成为刑侦大队里唯一的痕迹工程师。他因工作突出，获个人三等功一次，2001年被评为台州市刑侦系统优秀侦察员。
据统计，他自参加刑侦工作以来，已收集各种痕迹物证资料20余万件，主持或参与的刑事侦查勘察达4000余起，并协助破获多起重大案件。他还详细记录了自己的工作情况，形成17本工作笔记。因为工作辛苦，他患上了乙型肝炎。直到去世前，他在警察的岗位上已任职17年，加上三年的警校学习经历共20年。

### 牺牲
2005年1月12日晚，玉环县发生了2005年该县的第一起命案，在陈屿（今大麦屿街道）福山桥头村开副食品店的高克标，被人用绳子勒死在店中。1月19日上午，玉环县公安局的专案组得到消息，犯罪嫌疑人在福建省莆田市出现。章秀成得知专案组警力不够后，主动请缨前去办案，称自己有在福建办案的经验。下午1点整，专案组成员准时出发追捕凶犯。
下午4点40分左右，专案组进入福建宁德境内，因为当时雨雪交加导致路滑，加上为了避免嫌疑人逃逸，警车车速较快，使车辆难以操控。在一个急转弯处，警车因躲闪不及，向高速公路的隔离栏撞去；车上的章秀成和驾驶员蔡胜胜死亡，而刑侦大队教导员罗俊杰和侦察员王妙夫、苏永良负重伤。2005年1月20日晚，3名贵州籍案犯在莆田市被抓获归案。

## 后续
2005年1月21日，中国共产党玉环县委员会召开常委会，追授章秀成同志为“优秀共产党员”，并决定在全县党员中开展向章秀成同志学习。同一时刻，玉环县政府召开县长办公会议，追授章秀成同志为“人民卫士”。2005年1月24日下午，上万名群众和数百名公安民警自发来到城区玉兴东路两侧，为章秀成送别。下午两点，章秀成追悼会在玉环县殡仪馆举行，县委副书记王国忠在追悼会上致悼词。之后，灵车驶向玉环县烈士陵园，章秀成入葬。2005年12月，公安部追授章秀成为全国公安系统二级英雄模范。
章秀成的妻子王芳平于每年的章秀成的忌日——1月19日，都会撰写一篇祭文。2018年1月，王芳平撰写的祭文在玉环本地报纸《今日玉环》的微信公众号和玉环市公安局的新媒体上发表，并被《人民日报》等多家媒体转载，获得极大反响。章秀成的女儿章芷萱亦受章秀成影响，考入浙江警察学院，成为章秀成的學妹；并报考涉外警务，决定成为一名警察。